# Tomosvaryella comaousa
Tomosvaryella comaousa är en tvåvingeart som beskrevs av De Meyer 1990. Tomosvaryella comaousa ingår i släktet Tomosvaryella och familjen ögonflugor.
Artens utbredningsområde är Etiopien. Inga underarter finns listade i Catalogue of Life.